# Laura Longuet
Laura Longuet (* 22. Januar 1988 in Versailles) ist eine französische Beachvolleyballspielerin und zweimalige französische Meisterin im Sand.

## Karriere
Longuet absolvierte ab 2004 mehrere Jugendwelt- und Europameisterschaften. Mit Emma Larche, mit der sie später auch Siebte bei den FISU World University Championships wurde, gelangen ihr  2008 als Viertelfinalistin bei den U21-Welt- und 2009 bei den kontinentalen U22-Titelkämpfen mit dem Einzug in die Runde der besten sechzehn Teams dabei die hervorstechendsten Resultate. Ebenfalls 2009 erreichte sie mit Tatiana Barrera das für lange Zeit beste Ergebnis auf der FIVB World Tour mit dem dreizehnten Rang bei den Barcelona Open. Zwei Jahre zuvor war sie bei den französischen Meisterschaften am Start und stand bei ihrer ersten Teilnahme gleich auf der untersten Stufe des Treppchens. 2011 erreichte die im Département Yvelines geborene Sportlerin mit Eva Hamzaoui das Endspiel bei der gleichen Veranstaltung. 2013 wurde sie mit Melinda Adelin Dreizehnte bei der Universiade und Neunte bei den Mittelmeerspielen. 
Mit Vanessa Bonacossi überstand Longuet in der folgenden Saison bei ihrer ersten Europameisterschaft der Erwachsenen die Vorrunde. Ein Jahr später zogen sie und Alexandra Jupiter als Gruppensiegerinnen ins Achtelfinale ein. Mit derselben Partnerin gelang ihr in Puerto Vallarta auf dem geteilten fünften Rang das beste Resultat ihrer Karriere bei einem Open-Event. Die beiden standen 2016 ebenfalls in einem Viertelfinale. Bei der EM in der Schweiz kam erst gegen die mehrfachen Europameisterinnen und späteren Olympiasiegerinnen und Weltmeisterinnen Laura Ludwig und Kira Walkenhorst das Aus. Anschließend wurden die Französinnen Vizemeisterinnen in Frankreich.
Ab 2018 bildete Laura Longuet mit Vendula Haragová ein neues Beachduo. Die beiden starteten bei ihrem ersten gemeinsamen Championnat de France Beach Volley Senior gleich mit einem Sieg, den sie eine Spielzeit später wiederholen konnten. Von 2021 bis 2023 standen die beiden bei den Landesmeisterschaften noch drei Mal auf dem Podest, einmal auf der mittleren und zwei Mal auf der untersten Stufe. Bei weiteren Turnieren in Frankreich wurde das Beachpaar jedes Mal mindestens Dritter und gewann zwei dieser Veranstaltungen.